# Asterophryinae
Asterophryinae là một phân họ trong họ Nhái bầu (Microhylidae), sinh sống trong khu vực từ Đông Nam Á tới Australia.

## Các chi
Trước sửa đổi lớn năm 2006 của Frost và ctv thì phân họ này bao gồm 8 chi (với số loài hiện được công nhận ghi ở bên phải):
- Asterophrys Tschudi, 1838: 2 loài.
- Barygenys Parker, 1936: 7 loài.
- Callulops Boulenger, 1888: 16 loài.
- Hylophorbus Macleay, 1878: 9 loài.
- Mantophryne Boulenger, 1897: 4 loài.
- Pherohapsis Zweifel, 1972: 1 loài.
- Xenobatrachus Peters & Doria, 1878: Hiện coi là đồng nghĩa của Xenorhina.
- Xenorhina Peters, 1863: 29 loài (19 loài từ Xenobatrachus + 10 loài cũ của chính nó).

Tuy nhiên, sửa đổi năm 2006 đã coi Xenobatrachus là đồng nghĩa của Xenorhina, và đưa toàn bộ các chi trong phân họ Genyophryninae (hay Sphenophryninae) vào trong phân họ này, do tính cận ngành của Genyophryninae đối với Asterophryinae (cũ) và vì tên gọi Asterophryinae là cổ hơn. Các chi này bao gồm:
- Albericus Burton & Zweifel, 1995: 15 loài.
- Aphantophryne Fry, 1917: 3 loài.
- Austrochaperina Fry, 1912: 25 loài.
- Choerophryne Kampen, 1914: 9 loài.
- Cophixalus Boettger, 1892: 53 loài.
- Copiula Méhely, 1901: 8 loài.
- Genyophryne Boulenger, 1890: 1 loài.
- Liophryne Boulenger, 1897: 7 loài.
- Oreophryne Boettger, 1895: 46 loài.
- Oxydactyla Kampen, 1913: 5 loài.
- Sphenophryne Peters & Doria, 1878: 1 loài.

Bốn chi mới miêu tả giai đoạn từ năm 2009 tới năm 2010 và không có trong phân loại của Frost và ctv (2006) là:
- Metamagnusia Günther, 2009: 2 loài.
- Oninia Günther, Stelbrink, & von Rintelen, 2010: 1 loài.
- Paedophryne Kraus, 2010: 6 loài. Năm 2011, Fred Kraus đã công bố trên tạp chí ZooKeys về hai loài ếch nhỏ nhất thế giới Paedophryne dekot và Paedophryne verrucosa với chiều dài mũi-đuôi con cái không quá 9 mm[3][4]
- Pseudocallulops Günther, 2009: 2 loài.

Như thế, hiện tại phân họ này có 22 chi và 248 loài.
Bossuyt và Roelants (2009) coi phân họ Asterophryinae mới này như là một họ khác biệt, dựa trên nguồn gốc đại Trung Sinh của nó.

## Hình ảnh

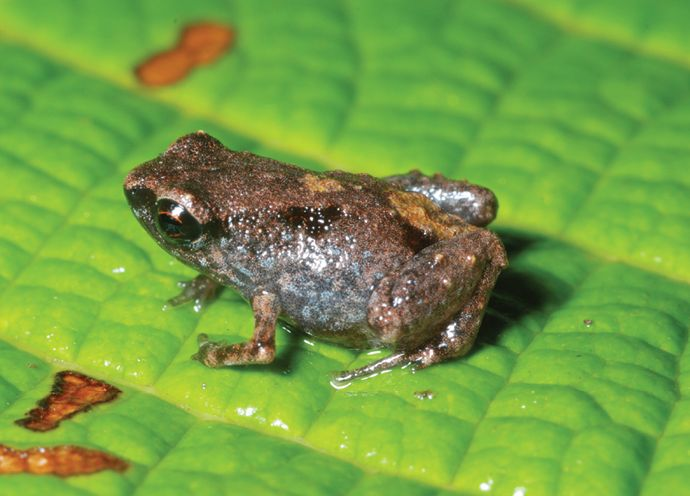
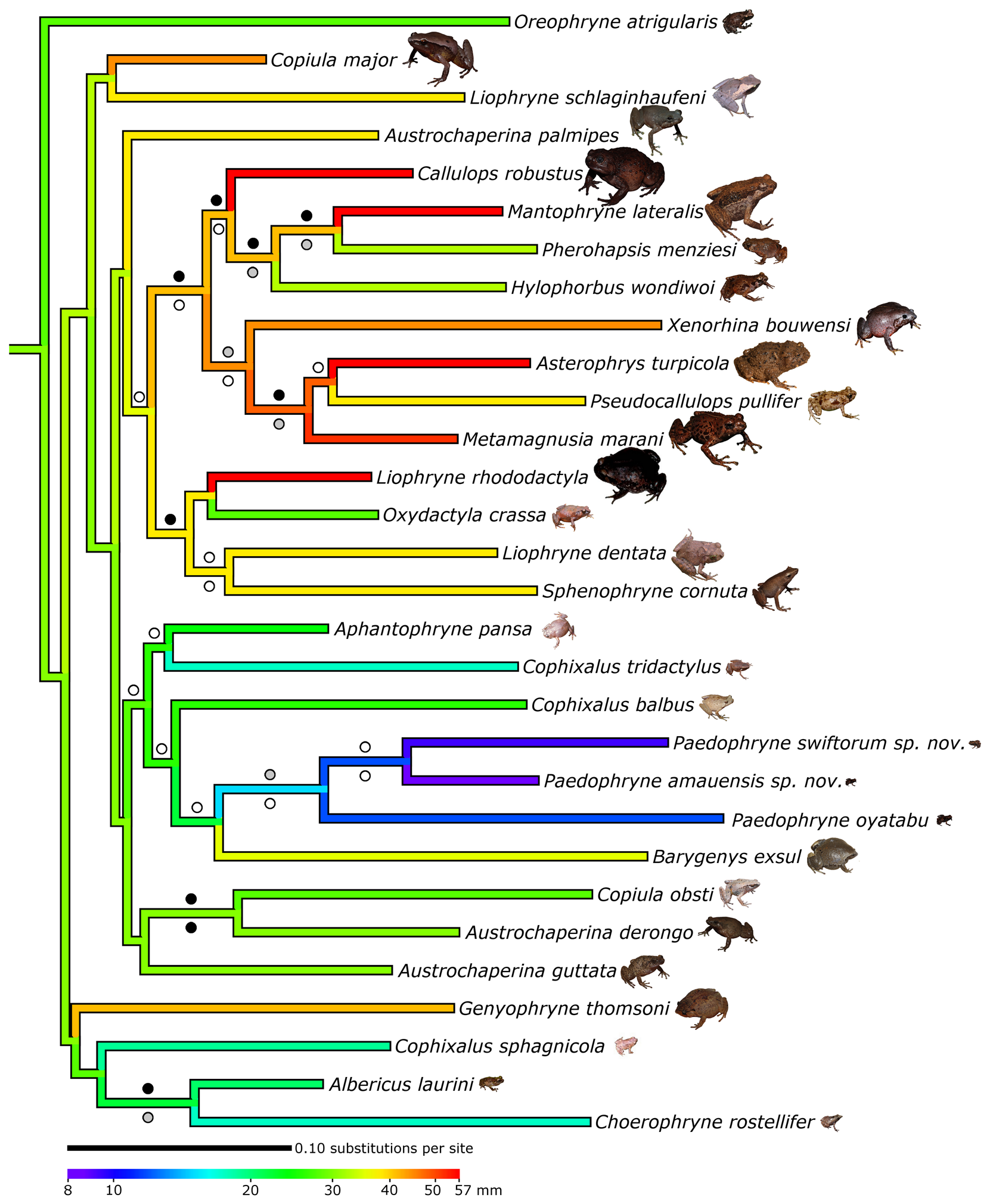
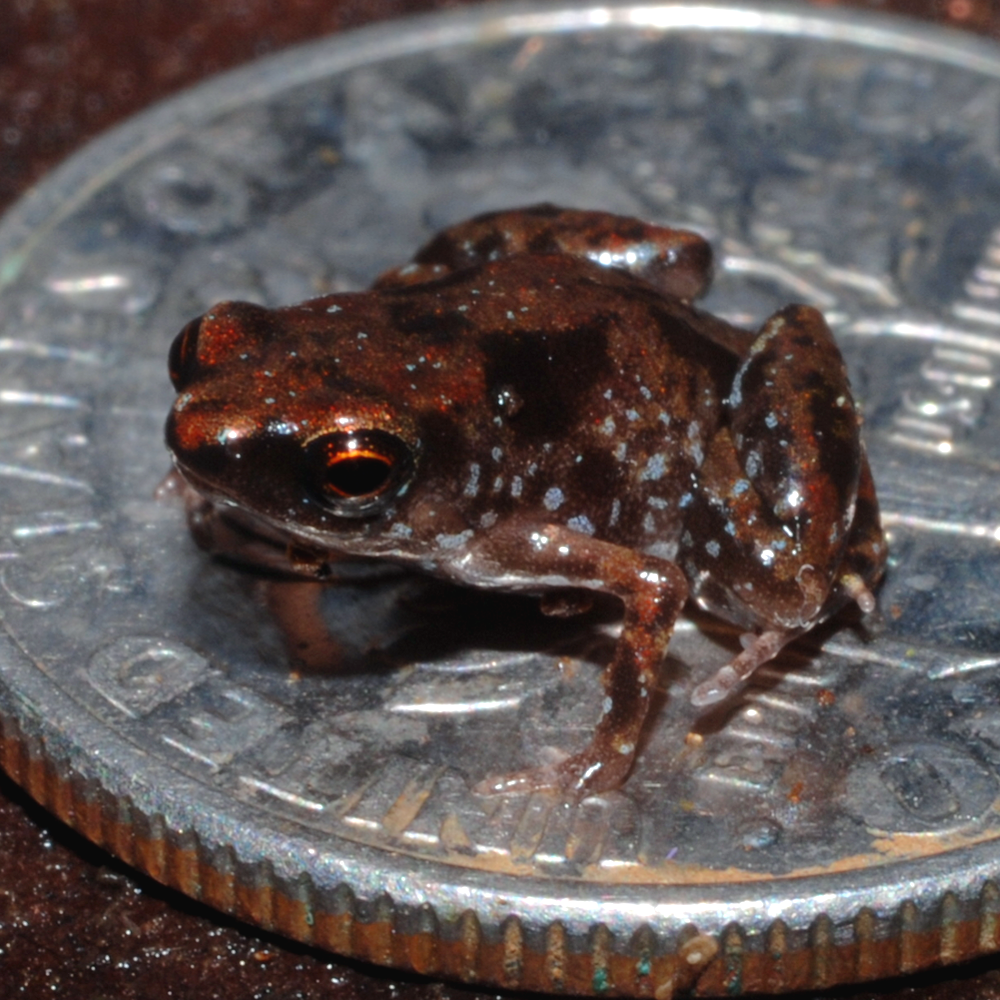
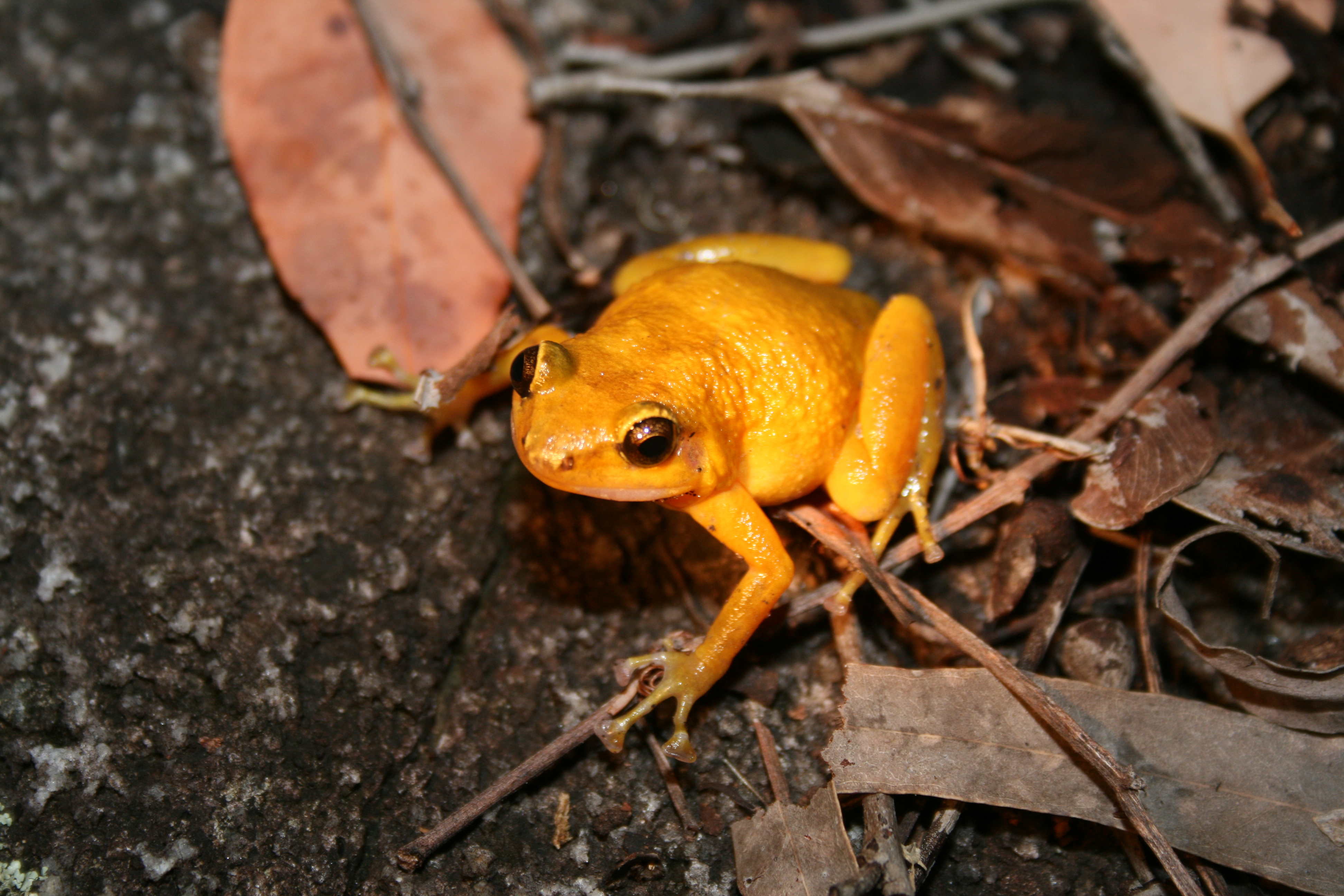